# Подземный троллейбус в Японии
Подземный троллейбус — две троллейбусные линии Tateyama Tunnel Trolleybus (яп. 立山トンネルトロリーバス) и Kanden Tunnel Trolleybus (яп. 関電トンネルトロリーバス) в посёлке Татеяма, префектура Тояма, Япония, принадлежащие компании Tateyama Kurobe Kankō Company и Kansai Electric Power Company соответственно.

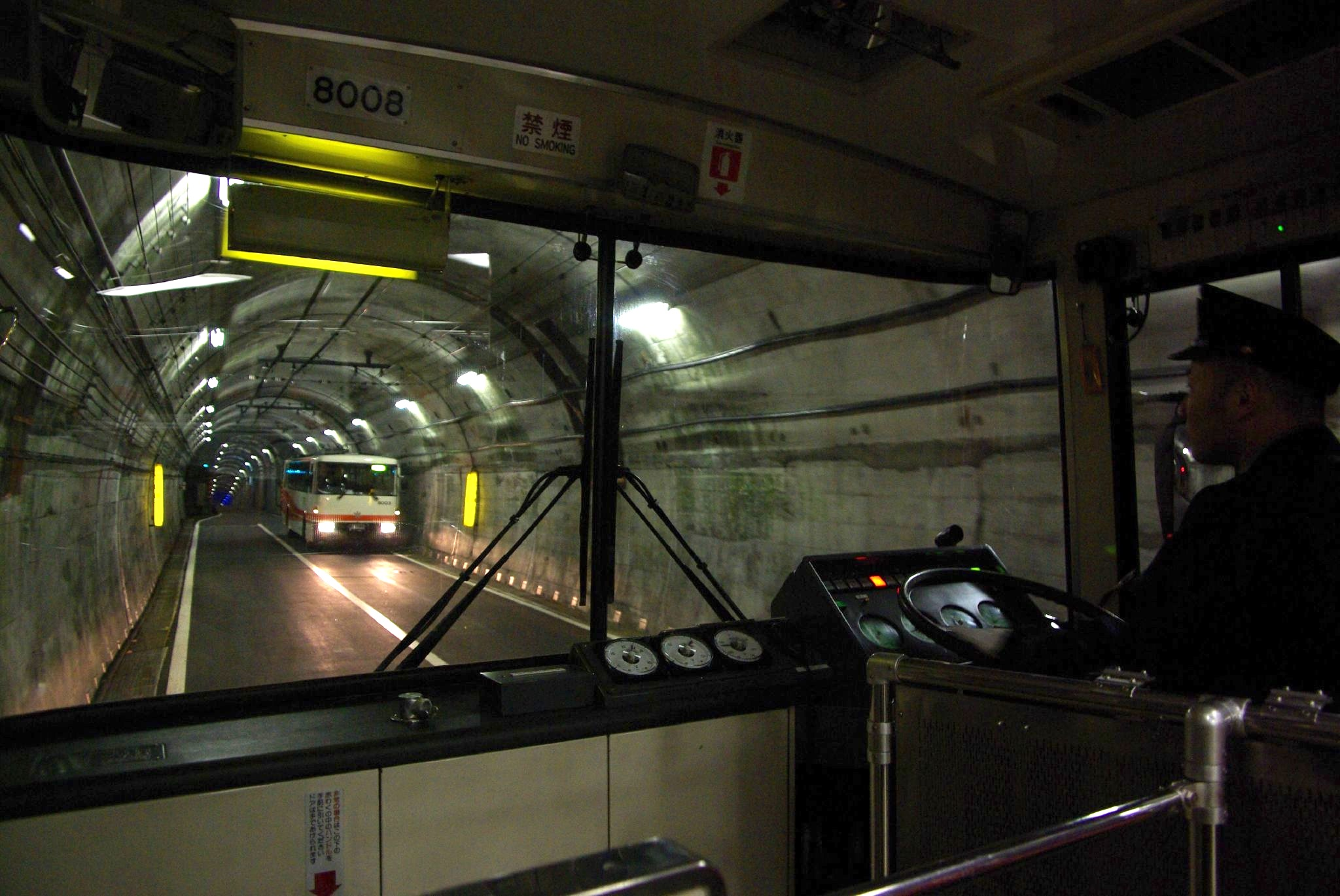
Внутри туннеля

Эти линии являются частью японского горного экскурсионного маршрута между Татеямой и Омати — Tateyama Kurobe Alpine, проходящего через гору Татэ в Японских Альпах. Участки маршрута обслуживаются разными видами транспорта, включая две троллейбусные линии, проходящие в тоннеле под землёй. Первоначально эти два участка были открыты для автобусного сообщения в 1971 году (Tateyama) и в 1964 году (Kanden). Экологически чистые троллейбусы с электроснабжением 600 В постоянного тока были введены здесь 23 апреля 1996 года. Под землёй проходит почти весь маршрут, за исключением станции Огисава, где 300 метров до тоннеля проходят на открытой местности.
Во всей Японии отсутствует троллейбусный транспорт, он используется только на этих двух участках экскурсионного маршрута.

## Характеристики линий
Tateyama Tunnel Trolleybus:
- расстояние между станциями Муродо и Дайканбо — 3,7 км;
- количество остановок — 3;
- время в пути — 10 минут;
- парк машин — 8 троллейбусов.

Kanden Tunnel Trolleybus:
- расстояние между станциями Плотина Куробэ и Огисава — 6,1 км;
- количество остановок — 2;
- время в пути — 16 минут;
- парк машин — 9 троллейбусов.

Фотогалерея
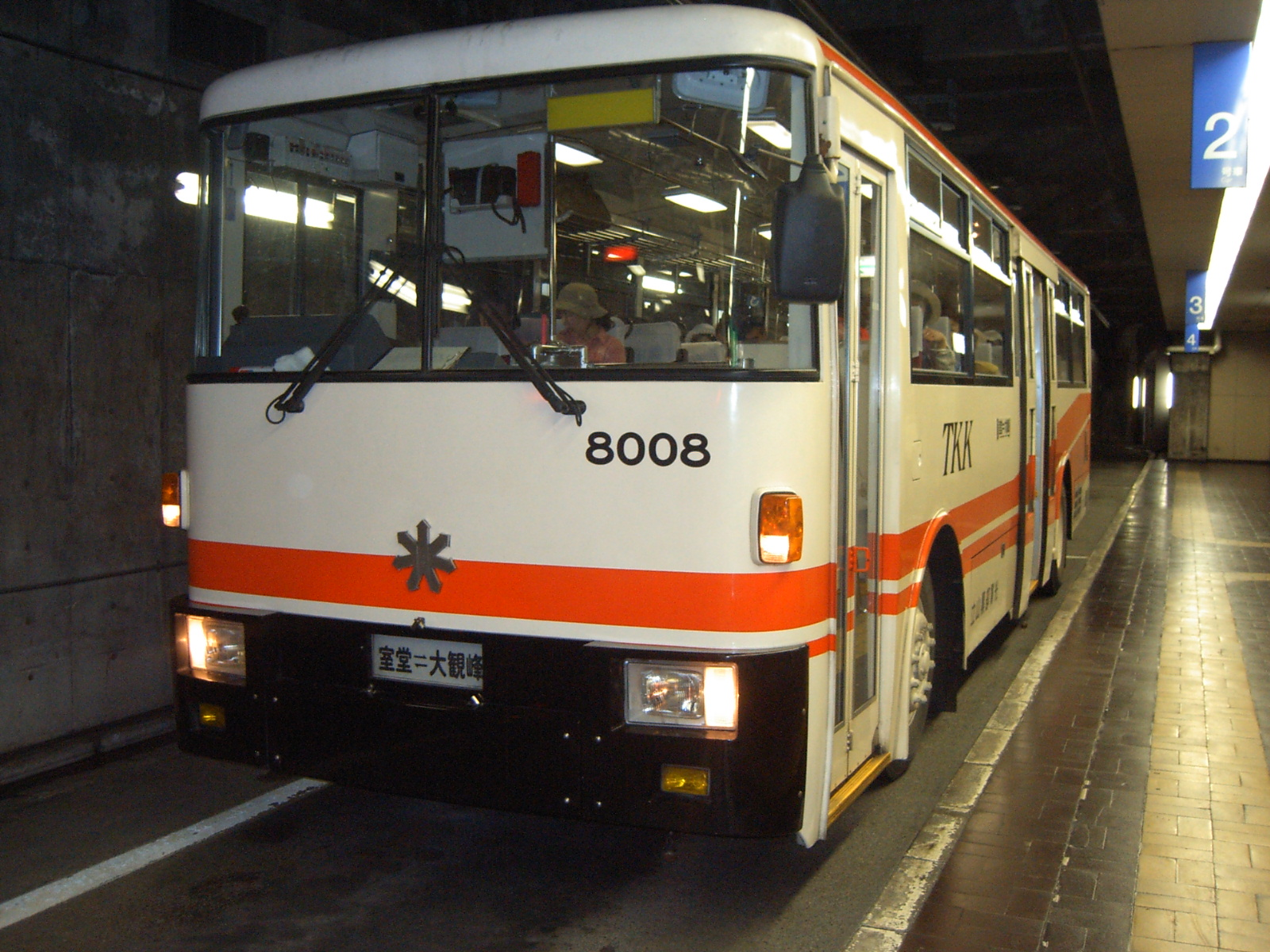
Станция Муродо
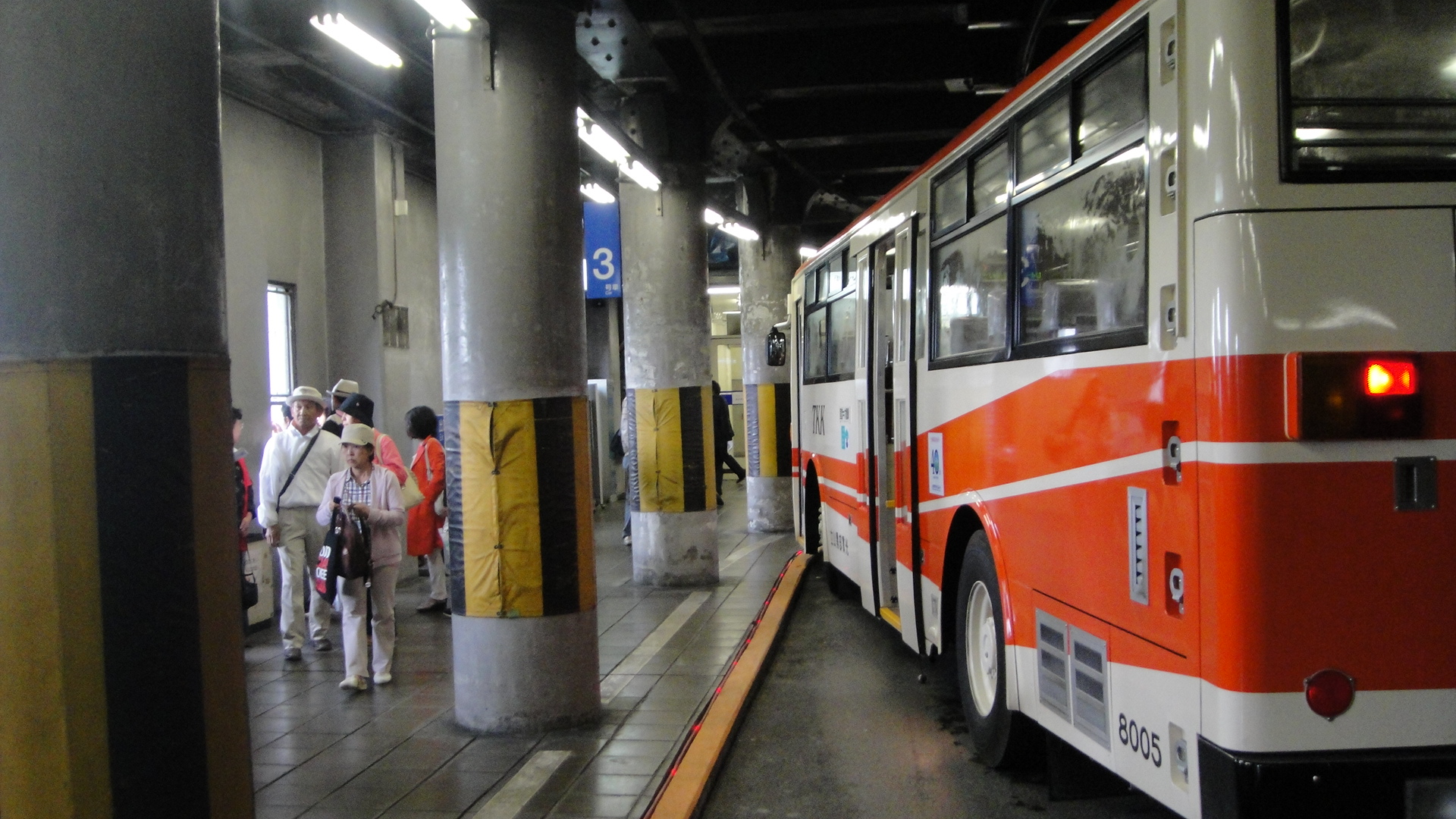
Станция Дайканбо
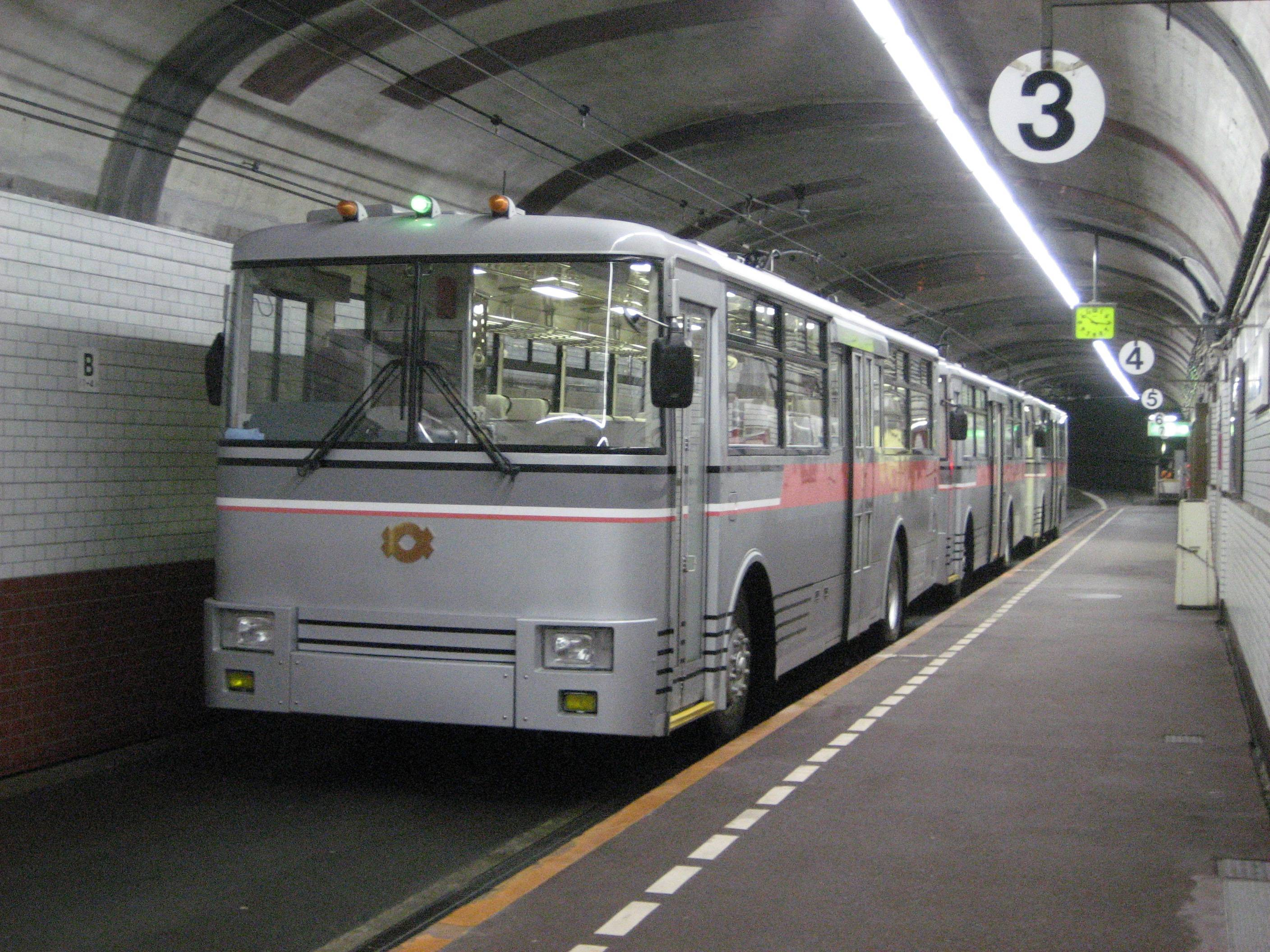
Станция Плотина Куробэ
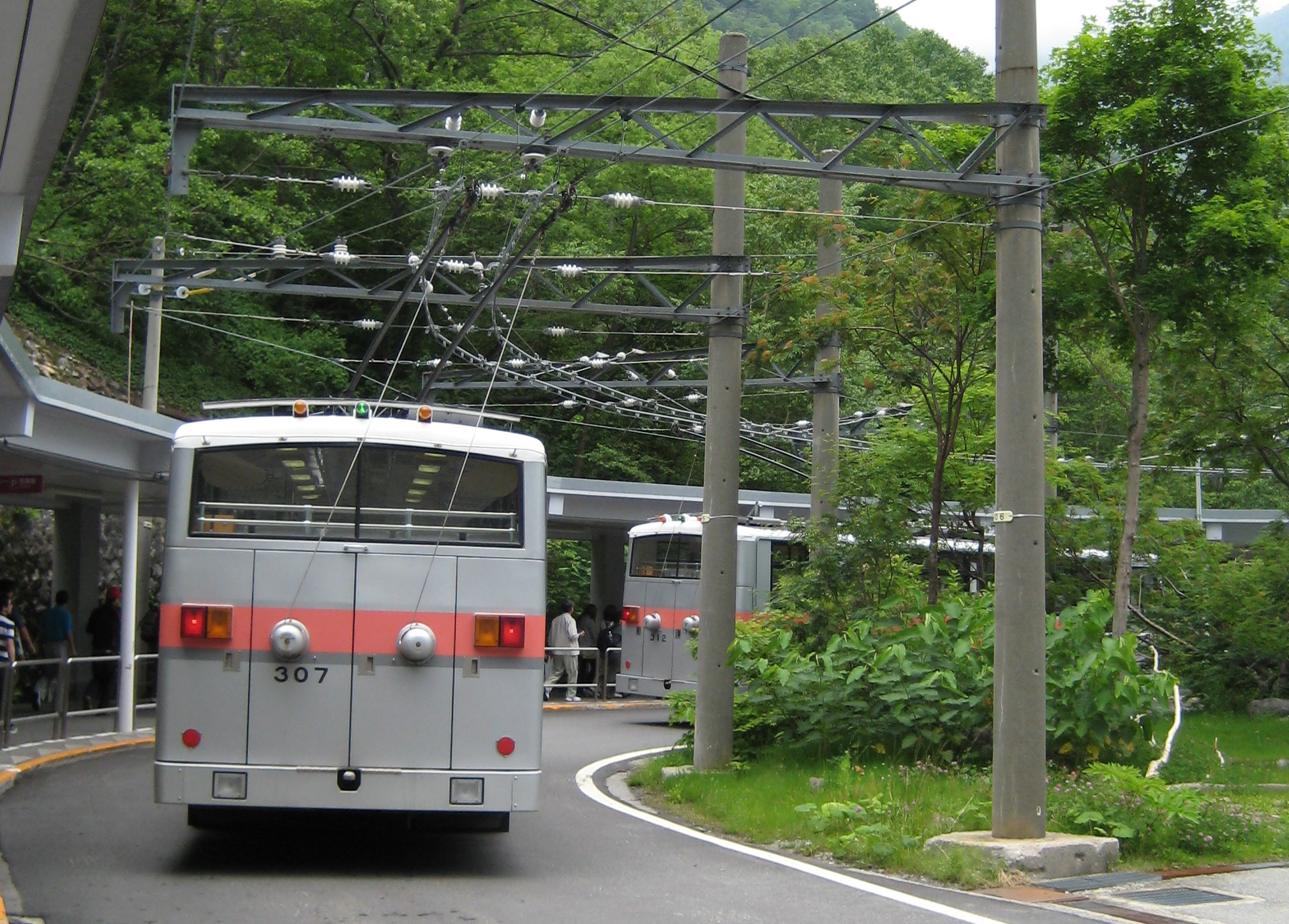
Наземная часть станции Огисава